# Mohamed Jegham
Mohamed Jegham (arabe : محمد جغام), né le 8 août 1943 à Hammam Sousse, est un homme politique et homme d'affaires tunisien.

## Biographie

### Jeunesse
Mohamed Jegham devient orphelin de son père à deux ans puis de sa mère à l'âge adulte.
Après des études effectuées à Sousse et à Tunis, il est licencié en économie et diplômé de l'École nationale d'administration.

### Fonctionnaire et homme d'affaires
À l'âge de 25 ans, il entre au ministère de l'Intérieur. Jegham est successivement nommé délégué à Béja, Gafsa et Jendouba, premier délégué de la délégation de Tunis-Sud, secrétaire général du gouvernorat de Bizerte et enfin gouverneur de Gabès.
Nommé président-directeur général (PDG) des Ateliers mécaniques du Sahel en 1980, Jegham devient ensuite PDG de la Société d'études et de développement de Sousse-Nord en 1983. En 1988, il est nommé directeur général des affaires régionales au ministère de l'Intérieur.
Il travaille à partir de 2005 à la General Mediterranean Holding.

### Homme politique
Il fait son entrée au gouvernement le 26 juillet 1988 en tant que ministre du Tourisme et de l'Artisanat. Le 24 janvier 1995, il est nommé ministre de l'Intérieur, succédant ainsi à Abdallah Kallel. Le 22 janvier 1997, il est nommé ministre-directeur du cabinet présidentiel puis, le 17 novembre 1999, ministre de la Défense nationale, poste qu'il occupera durant quatorze mois. Il quitte le gouvernement le 23 janvier 2001 pour être nommé ambassadeur à Rome le 30 mars.
Mohamed Jegham entre au comité central du Rassemblement constitutionnel démocratique en 1988, à l'occasion du congrès du Salut ; son mandat est reconduit en 1993 et 1999 et ce jusqu'au congrès de l'Ambition tenu en 2003. Il est aussi membre de son bureau politique du 25 janvier 1995 au 26 janvier 2001.
Il est par ailleurs député de la circonscription de Sousse durant les neuvième et dixième législatures, de 1994 à 2004. Il occupe aussi la fonction de maire de Hammam Sousse.
Il est nommé le 17 janvier 2011 au poste de ministre du Commerce et du Tourisme au sein du « gouvernement d'union nationale » conduit par Mohamed Ghannouchi, après la fuite de l'ancien président Zine el-Abidine Ben Ali durant la révolution tunisienne ; Slim Chaker est son secrétaire d'État. Il est remplacé dix jours plus tard par Mehdi Houas en raison de ses liens politiques avec le RCD et pour avoir fait partie du gouvernement de Ben Ali.
Jegham annonce le 19 février qu'il fonde un nouveau parti baptisé Al-Watan. Il annonce le 5 décembre la création d'un nouveau parti, Al Watan Al Horr, dont il prend la tête ; ceci fait suite à la démission massive de membres de son parti qui ont créé une nouvelle formation gardant le nom Al-Watan. Lorsque Al Watan Al Horr rejoint L'Initiative, il en devient le secrétaire général. Le 1er décembre 2013, L'Initiative fusionne au sein d'Al Moubadara.

## Vie privée
Mohamed Jegham est marié à sa cousine Rafiaa, avec qui il a trois enfants.